# Minecraft (franquicia)
Minecraft es una franquicia centrada en el videojuego del mismo nombre creada por Mojang Studios y propiedad de Microsoft. Consiste en cinco videojuegos, una gran cantidad de libros, productos, eventos, un documental y una película que fueㅤ estrenada en abril de 2025, que batió múltiples récords en la categoría de película de animación.

## Juegos

### Minecraft(2011)
Minecraft es un videojuego sandbox de supervivencia en 3D desarrollado y publicado por Mojang Studios. Fue creado originalmente en 2009 por el exdesarrollador de videojuegos Markus Persson (más conocido como Notch), quien en 2011 cedió el desarrollo del juego a Jens Bergensten. El juego no posee algún objetivo específico que realizar, elemento que permite a los jugadores una gran cantidad de libertad a la hora de jugar. La perspectiva de la cámara del juego está configurada, por defecto, en primera persona, aunque los jugadores tienen la opción cambiar la perspectiva a tercera persona. Los modos de juego incluyen el modo supervivencia, en el que los jugadores deben adquirir recursos para sobrevivir en el mapa, el modo creativo, donde los jugadores tienen recursos ilimitados, y el modo aventura, idéntico al modo supervivencia, con la diferencia de que los jugadores no pueden romper bloques. El mapa de juego está compuesto por objetos tridimensionales (principalmente cubos y fluidos) comúnmente llamados "bloques", que representan diversos materiales, como tierra, piedra, minerales, troncos de árboles, agua y lava. El juego gira en torno a recoger y colocar estos objetos. Estos "bloques" están organizados en una cuadrícula 3D, cuadrícula que compone el mundo en el que los jugadores pueden moverse libremente. Los jugadores pueden "extraer" bloques y luego colocarlos en otro lugar, lo que les permite construir cosas. Gran cantidad de críticos han descrito el sistema de física del juego como "poco realista". El juego posee un material llamado redstone, que es usado para fabricar dispositivos mecánicos sencillos, circuitos eléctricos y puertas lógicas, lo que permite la construcción de múltiples sistemas con mayor complejidad.

#### Ediciones para PC
Minecraft se encuentra disponible en múltiples sistemas operativos, incluyendo Windows, macOS y Linux. Además de Minecraft: Java Edition y Minecraft for Windows 10, existen otras versiones del juego para PC, tales como Minecraft Classic, Minecraft 4K o Minecraft: Education Edition.
Minecraft Classic es una edición conmemorativa de Minecraft publicada en 2019 que emula a una de las primeras versiones del juego. Esta edición se puede jugar desde un navegador web de forma gratuita, aunque también se puede ejecutar a través del launcher del juego. Funciona de manera muy similar al modo creativo, lo que permite a los jugadores construir y destruir todas y cada una de las partes del mundo, ya sea solos o en un servidor multijugador. Los peligros que habitan el mapa, tales como la lava, no ejercen daño sobre los jugadores, y algunos bloques funcionan de manera diferente, ya que su comportamiento se modificó posteriormente durante el desarrollo. Esta versiòn de Minecraft no tiene ninguna entidad (Criatura, mob)
Minecraft 4K es una versión de Minecraft similar a la versión Classic desarrollada por el creador del juego original, Markus Persson. Minecraft 4K fue desarrollado en el concurso de programación de videojuegos Java 4K, y su tamaño en disco es, Persson aseguró en un tuit, "menor a 4 kilobytes". Los jugadores están restringidos a colocar o destruir bloques, que consisten en pasto, tierra, piedra, madera, hojas y ladrillos.
Minecraft: Education Edition es una versión de Minecraft creada específicamente para instituciones educativas que fue publicada el 1 de noviembre de 2016. Incluye un Resource Pack con elementos que simulan ser químicos, planes de lecciones gratuitos en el sitio web de Minecraft: Education Edition y dos aplicaciones complementarias gratuitas: Code Connection y Classroom Mode.
Minecraft for Windows 10 es una versión de Minecraft diseñada exclusivamente para el sistema operativo Windows 10 de Microsoft. La beta de esta versión fue publicada en la Windows Store el 29 de julio de 2015. En esta versión se puede jugar tanto con amigos de Xbox Live como en jugar multijugador local con propietarios de copias de Minecraft Bedrock. Otras características incluyen la capacidad de usar múltiples esquemas de control, ya sean mandos, teclados o pantallas táctiles (para Microsoft Surface y otros dispositivos con pantalla táctil), soporte para realidad virtual y para grabar y tomar capturas de pantalla en el juego a través del dispositivo integrado GameDVR.

#### Pocket/Bedrock Edition
El 16 de agosto de 2011, Minecraft: Pocket Edition fue publicado en Android Market para el Xperia Play en estado alpha. Posteriormente fue lanzado para varios otros dispositivos Android el 8 de octubre de 2011. El 17 de noviembre de 2011 se lanzó una versión de Minecraft para iOS. Se realizó una versión de Minecraft para Windows Phone poco después de que Microsoft adquiriera Mojang. Esta versión se centraba en la construcción creativa y el aspecto primitivo de supervivencia del juego, y no contenía todas las características del lanzamiento para PC. En su cuenta de Twitter, Jens Bergensten dijo que Minecraft Pocket Edition estaba escrito en C ++ y no en Java, debido a que no se puede programar con Java en iOS. Las actualizaciones mayores de la Pocket Edition se publican periódicamente con el fin de igualar esta versión con la de PC.
El 10 de diciembre de 2014, tras la adquisición de Mojang por parte de Microsoft, se publicó una versión de Minecraft Pocket Edition disponible en el sistema operativo Windows Phone 8.1. El 19 de diciembre de 2016, se publicó la versión completa de Minecraft: Pocket Edition para iOS, Android y Windows Phone.[cita requerida] El 18 de enero de 2017, Microsoft anunció que las ediciones de Pocket Edition para Windows Phone dejarían de recibir soporte técnico. El 31 de julio de 2017, se eliminó la parte de Pocket Edition del nombre y las aplicación cambió de nombre a simplemente Minecraft. El motor de Pocket Edition, conocido como Bedrock, fue adaptado a las plataformas Windows 10, Xbox One, Samsung Gear VR, Apple TV, Fire TV, Nintendo Switch y PlayStation 4. Las versiones del juego que corren el motor Bedrock se conocen colectivamente como Bedrock Edition.

#### Legacy Edition
Una versión del juego para Xbox 360 desarrollada por 4J Studios fue publicada el 9 de mayo de 2012. El 22 de marzo del mismo año, se había anunciado que Minecraft sería uno de los juegos incluidos en una promoción de Xbox Live llamada Arcade NEXT.  Esta versión del juego posee varias diferencias con las versiones para PC, entre las que destacan el diseño de la interfaz de crafteo, la interfaz del control, la presencia de tutoriales de juego, multijugador en pantalla dividida y la capacidad de jugar con amigos a través de Xbox Live. Los mundos de la versión Xbox 360, contrarios a los de la versión de esritorio, no son "infinitos" y están delimitados por paredes invisibles. Originalmente la versión de Xbox 360 era muy similar en contenido a las versiones de PC anteriores, pero fue actualizada gradualmente para su optimización. El 5 de septiembre de 2014 se lanzó una versión para Xbox One que incluía, entre muchas otras mejoras, la capacidad de generar mundos más grandes.
Las versiones del juego para PlayStation 3 y PlayStation 4 se lanzaron el 17 de diciembre de 2013 y el 4 de septiembre de 2014 respectivamente. La versión de PlayStation 4 se había anunciado originalmente como título de lanzamiento de la consola, pero su lanzamiento fue retrasado posteriormente. También se lanzó una versión para PlayStation Vita en octubre de 2014. Al igual que las versiones de Xbox, las versiones de PlayStation fueron desarrolladas por 4J Studios.
El 17 de diciembre de 2015, se lanzó Minecraft: Wii U Edition. La versión de Wii U fue lanzada en formato físico el 17 de junio de 2016 en Norteamérica, el 23 de junio de 2016 en Japón, y el 30 de junio de 2016 en Europa. Una versión del título para Nintendo Switch se lanzó en la Nintendo eShop el 11 de mayo de 2017, junto con una versión física programada para una fecha posterior. Durante un Nintendo Direct (transmisión en directo en la que se anuncian y presentan videojuegos para consolas de Nintendo) realizado el 13 de septiembre de 2017, Nintendo anunció que Minecraft: New Nintendo 3DS Edition podría ser descragado inmediatamente para la consola una vez la transmisión en vivo terminase, y una copia física disponible en una fecha posterior. El juego solo es compatible con las versiones "New" de los sistemas 3DS y 2DS, y no funciona con los modelos 3DS, 3DS XL o 2DS originales.
El 18 de diciembre de 2018, las versiones de Minecraft para PlayStation 3, PlayStation Vita, Xbox 360 y Wii U recibieron su última actualización, desde la que las versiones anteriormente mencionadas no han vuelto a recibir nuevo contenido.
La versión de Minecraft para PlayStation 4 fue actualizada en diciembre de 2019 para que esta pudiese soportar el juego multiplataforma con todas las demás ediciones de Minecraft Bedrock, aunque los usuarios deben tener una cuenta de Xbox Live para poder jugar.

### Minecraft: Story Mode(2015)
Minecraft: Story Mode es un videojuego derivado de Minecraft desarrollado por Telltale Games en colaboración con Mojang, fue anunciado en diciembre de 2014. Consta de cinco episodios por defecto y otros tres episodios adicionales que se pueden descargar aparte, el juego consta de una narrativa basada en las elecciones del jugador. Fue lanzado digitalmente para Windows, OS X, iOS, PlayStation 3, PlayStation 4, Xbox 360 y Xbox One el 13 de octubre de 2015. El 27 de octubre fue lanzada una versión física del juego que otorgaba acceso a todos los episodios para las cuatro consolas antes mencionadas. Las versiones para Wii U y Nintendo Switch fueron lanzadas más adelante. El primer tráiler del juego fue mostrado en la MineCon de 2015, revelando algunas de las características del título. En Minecraft: Story Mode, los jugadores controlan a Jesse (personaje cuya voz es la de Patton Oswalt y Catherine Taber), que emprende un viaje con sus amigos para encontrar La Orden de la Piedra, cuatro aventureros que mataron al Ender Dragon en su plan para salvar su mundo. Brian Posehn, Ashley Johnson, Scott Porter, Martha Plimpton, Dave Fennoy, Corey Feldman, Billy West y Paul Reubens interpretan al resto del elenco.

#### Segunda temporada
La segunda temporada de Minecraft: Story Mode se estrenó de julio a diciembre de 2017. Continuó la historia de la primera temporada, y las elecciones del jugador afectaron elementos dentro de la temporada 2. Se confirmó que Patton Oswalt, Catherine Taber, Ashley Johnson y Scott Porter volverían a utilizar su voz en la nueva temporada. El juego es compatible con la función Crowd Play que Telltale introdujo en Batman: The Telltale Series, que permite que hasta 2,000 personas puedan interacutar con algún jugador del juego simulaneamente.

### Minecraft Earth(2019)
Minecraft Earth fue un videojuego sandbox de realidad aumentada desarrollado por Mojang Studios y publicado por Xbox Game Studios. El juego fue anunciado por primera vez en mayo de 2019 y actualmente está disponible en Android, iOS y iPadOS. El juego permite a los jugadores interactuar con su entorno y construir estructuras y objetos al estilo de Minecraft que permanecen en un único mapa a nivel global que permite su modificación por parte de otros jugadores. El juego implementa la recopilación de recursos y muchas otras características del Minecraft original en un entorno de realidad aumentada. Una versión beta del título fue publicada en julio de 2019. El juego es gratuito y se lanzó de forma anticipada en octubre de 2019. El título cerró sus servidores y dejó de estar disponible para su descarga el 30 de junio de 2021 debido a la pandemia del COVID-19.

### MinecraftDungeons(2020)
Minecraft Dungeons es un videojuego de mazmorras estilo hack and slash desarrollado por Mojang Studios con la colaboración de Double Eleven y fue publicado por Xbox Game Studios. Es un videojuego derivado de Minecraft lanzado para Nintendo Switch, PlayStation 4, Windows y Xbox One el 26 de mayo de 2020. El juego recibió críticas mixtas; muchos consideraron el juego divertido y encantador, elogiando las imágenes y la música del título. Sin embargo, su jugabilidad simple, el uso de la generación procedimental en este título, su historia corta y la falta de profundidad criticada recibieron una recepción más mixta.  El videojuego está renderizado desde una perspectiva isométrica. Los jugadores exploran mazmorras generadas por procedimientos llenas de monstruos generados aleatoriamente, enfrentándose también a trampas, acertijos, jefes y búsqueda de tesoros.

#### Minecraft Dungeons Arcade
A principios de 2021, Mojang anunció una versión de adaptación de arcade de Minecraft Dungeons asociados a las tarjetas coleccionables.[cita requerida]

### Minecraft Legends
Minecraft Legends es un próximo videojuego de acción y estrategia desarrollado por Mojang Studios y Blackbird Interactive, anunciado el 12 de junio de 2022 y fijada para un lanzamiento en 2023.

## Películas

### Minecraft: The Story of Mojang
En diciembre de 2012 se publicó un documental sobre Mojang y la forma en la que desarrollaron Minecraft llamado Minecraft: The Story of Mojang, el largometraje fue producido por 2 Player Productions. En 2014, una campaña de crowdfunding en Kickstarter para una película realizada por fanáticos del título se cerró después de que Persson se negara a permitir que los realizadores usaran la licencia.

### Una película deMinecraft
En 2012, Mojang recibió ofertas de productores de Hollywood que querían producir shows de televisión relacionados con Minecraft; sin embargo, Mojang declaró que solo participarían en tales proyectos cuando "surgiese la idea correcta". En febrero de 2014, Persson reveló que Mojang estaba en conversaciones con Warner Bros. Pictures para realizar una película de Minecraft. En octubre del mismo año, la película estaba "en un estado temprano de su desarrollo". La película originalmente iba a estrenarse el 24 de mayo de 2019, siendo dirigida por Shawn Levy y escrita por Jason Fuchs. Más tarde, Levy renunció a la producción del filme y fue reemplazado por Rob McElhenney. En agosto de 2018, McElhenney dejó la película y Fuchs fue reemplazado por Aaron y Adam Nee, lo que provocó que el estreno de la película fuese retrasado. McElhenney aseguró que se sintió atraído por la película basada en la naturaleza de mundo abierto del juego, una idea con la que Warner Bros. inicialmente estuvo de acuerdo, otorgando un presupuesto preliminar para la película de US$150 millones. En 2016, comenzó la producción inicial de la película, incluido el contrato de Steve Carell para protagonizar. En ese momento, el director ejecutivo de Warner Bros. Pictures, Greg Silverman, renunció y fue reemplazado por Toby Emmerich, quien tenía una visión diferente del estudio. McElhenney renunció a su puesto en la película.
En enero de 2019, se anunció que Peter Sollett reemplazaría a McElhenney en la dirección y el guion de la película, que presenta una historia completamente diferente a la versión de McElhenney. La película no posee una fecha de lanzamiento definida.
En diciembre de 2023, se anunció que Jack Black se integró al elenco ya confirmado para la película, entre los que destacan: Emma Myers, Danielle Brooks y Sebastian Eugene Hansen.

## Libros

### Libros oficiales
Minecraft ha inspirado varias novelas ambientadas en el universo  del título; entre las novelas licenciadas oficialmente por Mojang destacan:
- Max Brooks (18 de julio de 2017). Minecraft: The Island: An Official Minecraft Novel. Del Rey. ISBN 9780399181771.[87]
- Tracey Baptiste (10 de julio de 2018). Minecraft: The Crash: An Official Minecraft Novel. Del Rey. ISBN 9780399180668.[88]
- Mur Lafferty (9 de julio de 2019). Minecraft: The Lost Journals: An Official Minecraft Novel. Del Rey. ISBN 9780399180699.
- Catherynne Valente (3 de diciembre de 2019). Minecraft: The End: An Official Minecraft Novel. Del Rey. ISBN 9780399180729.

### Libros no oficiales
Minecraft: The Unlikely Tale of Markus "Notch" Persson and the Game That Changed Everything es un libro escrito por Daniel Goldberg y Linus Larsson (y traducido por Jennifer Hawkins) sobre la historia de Minecraft y su creador, Markus "Notch" Persson . El libro se publicó por primera vez el 17 de octubre de 2013.

## Mercancía

### LegoMinecraft
Un set de Lego basado en Minecraft llamado Lego Minecraft fue lanzado al mercado el 6 de junio de 2012. El conjunto, llamado "Micro World", se centra en el personaje predeterminado controlado por el jugador y un Creeper. Mojang presentó el concepto de la mercancía de Minecraft para Lego el sitio web oficial Lego Cuusoo en diciembre de 2011, del cual recibió rápidamente 10,000 votos de los visitantes del sitio, lo que llevó a Lego a revisar el concepto. Lego aprobó el concepto en enero de 2012 y comenzó a desarrollar sets basados en Minecraft . El 1 de septiembre de 2013 se lanzaron dos sets más inspirados en la dimensión paralela del Nether y en las aldeas del juego respectivamente. Un cuarto set de Micro World basado en la dimesión del End fue lanzado al mercado en junio de 2014. Otros seis sets más estuvieron disponibles en noviembre de 2014.

### Demás mercancía
Mojang suele colaborar con Jinx (una tienda en línea que vende mercancía de videojuegos) al momento de vender productos de Minecraft, tales como ropa, picos de juguete y juguetes de las criaturas del juego. En mayo de 2012, se registraron ingresos de más de 1 millón de dólares en ventas de productos de Minecraft. Camisetas y calcetines fueron los productos más vendido. En marzo de 2013, Mojang firmó un acuerdo con Egmont Group, una editorial de libros para niños, para crear manuales, anuarios, libros con posters y revistas de Minecraft.

## Minecon
Minecon (estilizado como "MineCon" o "MINECON") es una convención oficial dedicada a Minecraft . La primera edición del evento se llevó a cabo en noviembre de 2011 en el Mandalay Bay Resort and Casino en Las Vegas. Las 4.500 entradas para la MineCon de 2011 se agotaron el 31 de octubre de aquel año. El evento incluyó el lanzamiento de la versión oficial de Minecraft; discursos de apertura, incluido uno de Persson; concursos de construcción y disfraces; clases para grupos temáticos de Minecraft; exhibiciones de empresas líderes en videojuegos y relacionadas con Minecraft; mercancía conmemorativa; y autógrafos y fotografías con empleados de Mojang y colaboradores reconocidos de la comunidad de Minecraft. Durante el evento, hubo una fiesta llamada Into The Nether en la que participaron varios músicos del género electrónico, tales como deadmau5. Se entregaron códigos gratuitos a todos los asistentes a la convención, los códigos desbloqueaban versiones alpha tanto de Scrolls (otro juego desarrollado por Mojang), como de Cobalt, juego desarrollado por Oxeye Game Studios y distribuido por Mojang. Eventos similares ocurrieron en la MineCon de 2012, que tuvo lugar en noviembre en Disneyland Paris. Las entradas para el evento de 2012 se agotaron en menos de dos horas. La MineCon de 2013 también se llevó a cabo en Orlando en noviembre. La de 2015 se celebró en Londres en julio. La de 2016 se llevó a cabo en Anaheim en septiembre. La versión del evento de 2017, titulada MINECON Earth, se llevó a cabo como una transmisión en vivo en lugar de como una convención presencia, fue transmitida en vivo en noviembre.
La edición de 2018 de la MineCon Earth siguió el mismo formato de transmisión en vivo que tenía la edición de 2017. En 2019, se cambió el nombre de la transmisión a MINECON Live para evitar confusiones con el videojuego de realidad aumentada Minecraft Earth.

### Minecraft Festival
En la MineCon Live 2019, Mojang anunció una convención presencial llamada Minecraft Festival. Se anunció que el evento sería llevado a cabo del 25 al 27 de septiembre de 2020 en Orlando, Florida. El evento se pospuso posteriormente hasta 2022 debido a la pandemia de COVID-19.

### Minecraft Live
El 3 de septiembre de 2020, Mojang anunció que se llevaría a cabo una transmisión en directo para reemplazar el Minecraft Festival. La transimisión fue titulada Minecraft Live y tuvo lugar el 3 de octubre de 2020.